# Мала Ржава
Мала Ржава (рос. Малая Ржава) — присілок Велізького району Смоленської області Росії. Входить до складу Печенковського сільського поселення.
Населення — 60 осіб (2007 рік). 